# Dolina pod Kołem

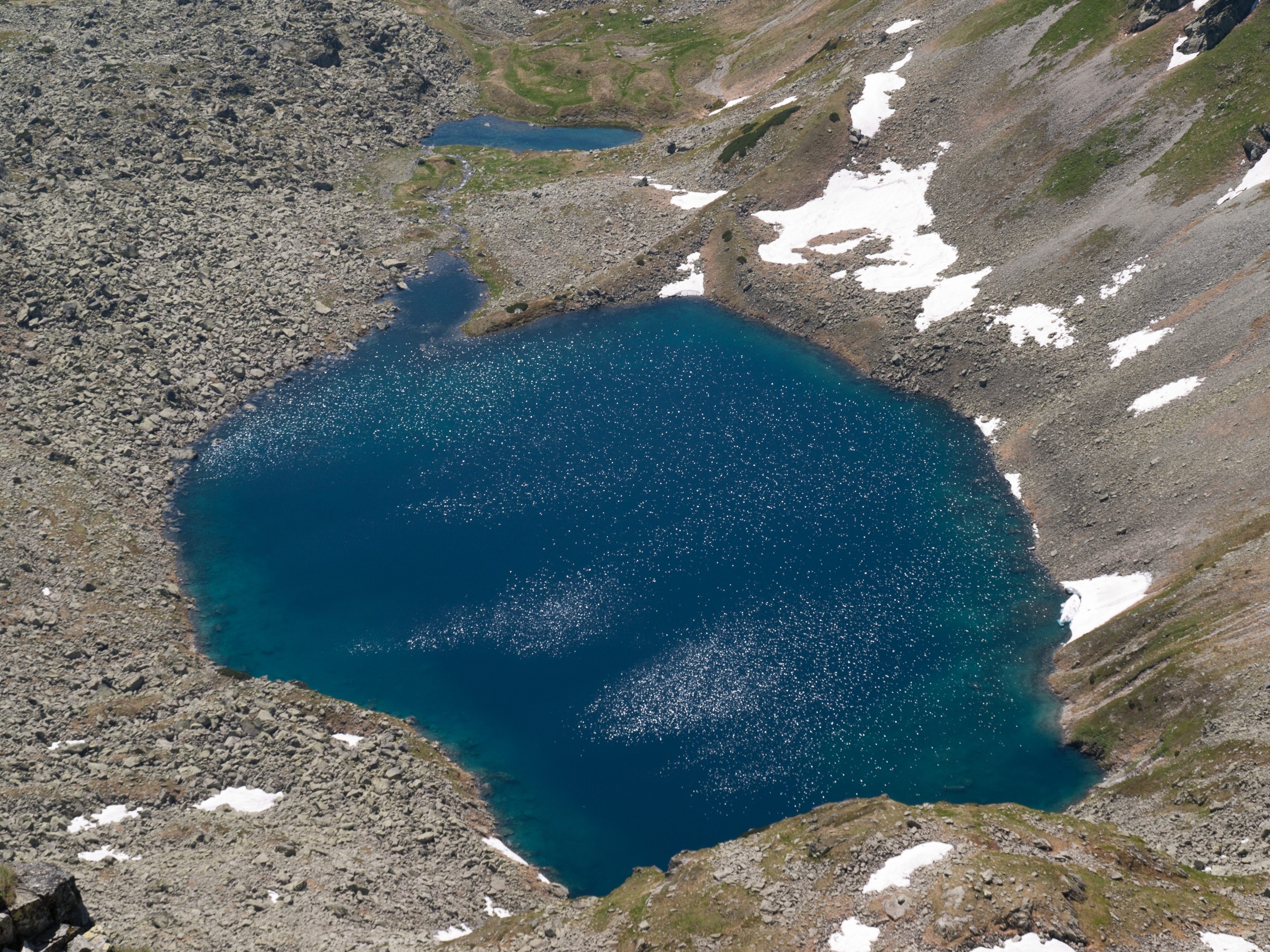
Karseen im Tal

Das eiszeitlich durch Gletscher geformte Hängetal Dolina pod Kołem (Kegelkar, auch Dolinka pod Kołem) liegt südwestlich des Bergtals Dolina Pięciu Stawów Polskich (Fünfseental), das wiederum ein Hängetal des Dolina Roztoki darstellt, welches ein Seitental des Dolina Białki (Bialkatal) ist, in der polnischen Hohen Tatra in der Woiwodschaft Kleinpolen. Es liegt unterhalb des Hauptkamms der Tatra und der Gipfel Walentkowy Wierch (Valentinsberg), Świnica (Seealmspitze), Zawratowa Turnia (Unterer Seealmturm), Mały Kozi Wierch (Kleiner Gemsenberg) und Kołowa Czuba (Kegel) sowie ca. 100 m oberhalb des Fünfseentals.

## Geographie
Das Tal ist knapp einen km lang und von über 2300 m hohen Bergen umgeben, insbesondere von dem Massiv der Świnica. Im Tal gibt es die zwei Karseen Zadni Staw Polski (Hinterer Polnische See) und Wole Oko (Ochsenauge) sowie kleinere Teiche. Beide Seen sind durch einen Gebirgsbach verbunden. Ihr Wasser fließt größtenteils unterirdisch in das Fünfseental und dort in den Czarny Staw Polski (Polnischer Schwarzer See).

## Etymologie
Der Name leitet sich von der rundförmigen Felsbank unterhalb der Świnica ab. Eine deutsche Übersetzung des polnischen Namens könnte lauten: Tal unterhalb des Rads.

## Flora und Fauna
Das Tal liegt oberhalb der Baumgrenze. Es ist Rückzugsgebiet für Gämsen, Murmeltiere und Adler.

## Klima
Im Tal herrscht Hochgebirgsklima.

## Tourismus
▬ Durch das Tal führt ein blau markierter Wanderweg vom  Fünfseental zum Polnischen Grünen See über den Gebirgspass Riegelscharte (Zawrat).
▬ Oberhalb des Tals auf dem Südkamm der Świnica verläuft der Höhenweg Orla Perć, den man vom Tal über den Gebirgspass Riegelscharte (Zawrat) erreichen kann.